# 第一次同性戀運動

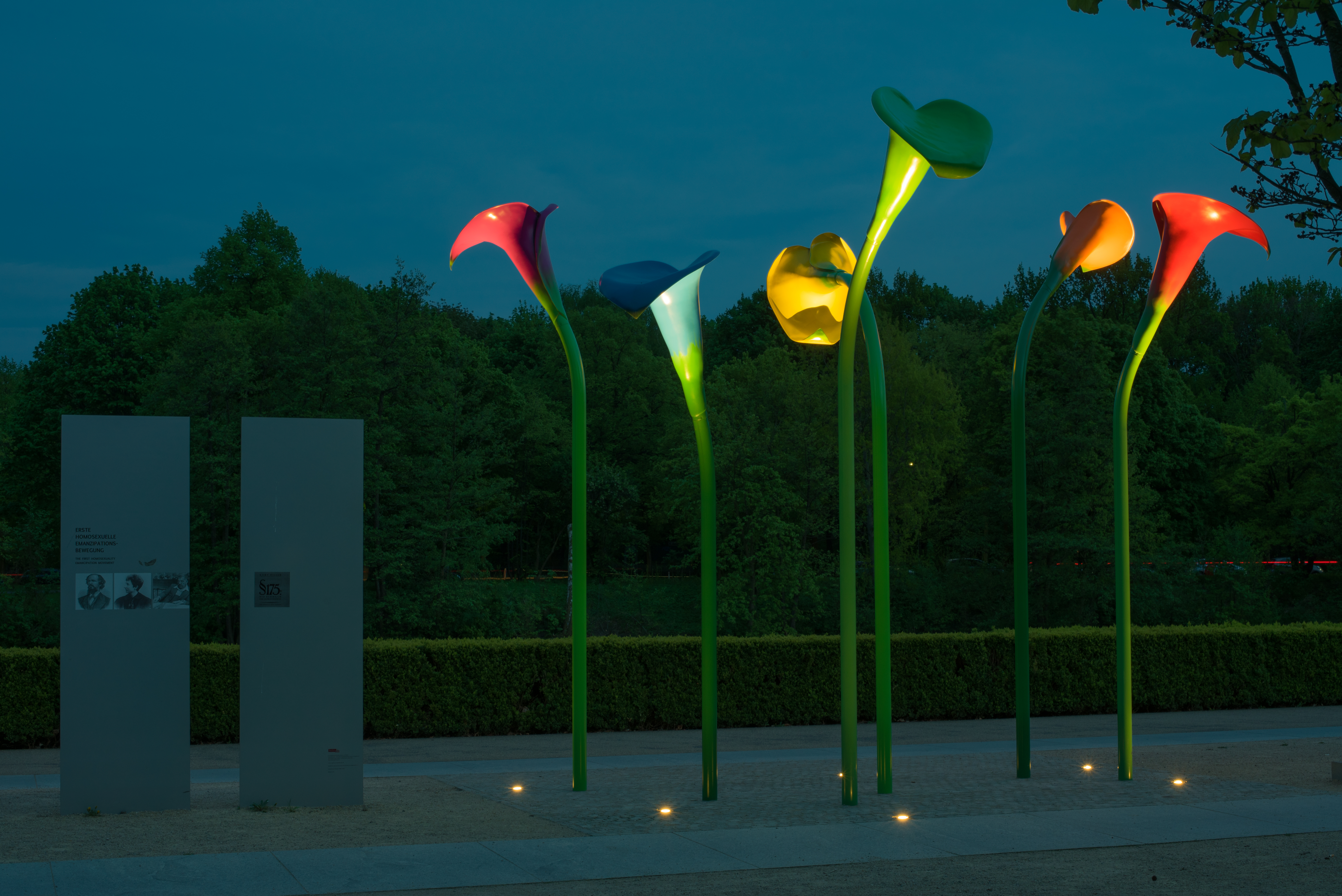
柏林莫阿比特的第一次同性戀解放運動紀念碑，於2017年揭幕

第一次同性戀運動從19世紀後期到1933年得到蓬勃發展。同性戀運動起源於德國，由多種原因促成，包括男男性行為刑事定罪（第175條）以及該國相對寬鬆的審查制度。19世紀中葉的德國作家創造「同性戀」一詞，並批評將其定為有罪。1897年，马格努斯·赫希菲尔德成立世界首個同性戀組織科學人道委員會，意在使用科學來提升大眾對同性戀的容忍度，並撤銷第175條。運動在德意志帝國期間只在受過良好教育的精英內流傳，但在第一次世界大戰和德國革命之後大大擴展。
威瑪共和國的同性戀亞文化壯大，有關審查得以放寬，促使同性戀運動發展。1919至1933年間，首批面向男同性戀、女同性戀或異裝讀者的大眾市場期刊出版，但要面臨1926年垃圾和淫穢作品法發佈後的審查訴訟和禁止公開銷售。第一個同性戀群眾組織德國友誼協會和人權聯盟在戰後成立，這些組織強調人權和尊重政治，並排斥妓女和女性化的男同性戀，他們認為這些人有損運動的公眾形象。同性戀運動在普羅大眾的收效甚微，原因是許多德國人覺得同性戀具有傳染性。
隨著大萧条、日益惡劣的政治氣候和運動廢除第175條的主要目標以失敗告終，運動於1929年開始走向衰落。事實上活動在納粹於1933年初接管後的幾個月內就結束，威瑪時期的相對寬容隨之而來的是歷史上對同性戀最嚴重的迫害。威瑪共和國是男同性戀、女同性戀和易服人士享有前所未有自由的小插曲，所以對LGBT人士來說有著歷久不衰的吸引力。這場運動對之後的LGBT權利運動有著強烈影響。

## 背景

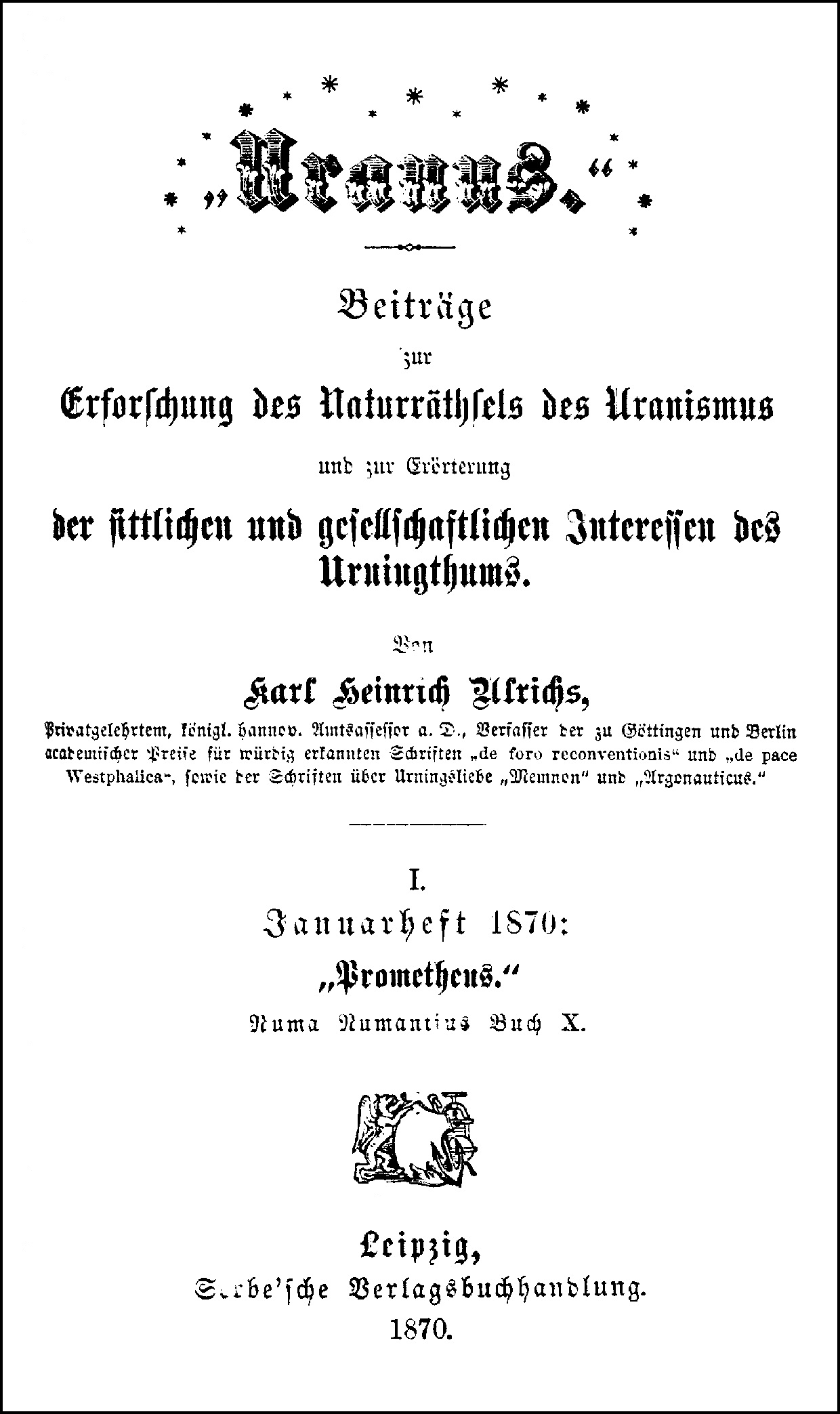
卡尔·亨利希·乌尔利克斯於1870年出版的單期《天王星》（Uranus）期刊

縱觀整個德國歷史，同性戀都有遭受迫害。神聖羅馬帝國於1532年推出的首部刑法典卡諾利納刑法典要求同性戀需綁在火刑柱上燒死。目前尚不清楚在近代前執行了多少反對同性戀的法律，但由於拿破崙戰爭的緣故，同性戀在德國的某些地區合法化，懲罰也從死刑降為監禁。1871年德意志統一後，普魯士法律得到德意志帝國採納，其中第175條將男男性行為定為刑事罪行。上述法例難以執行，原因是需要證明被告曾與另名男性進行過插入式性行為，就算判例法對於哪些行為歸類在非法的說法也不一致。
一些受啟蒙思想影響的作者開始對定罪自願性行為提出批評。1830年代，瑞士裔德國人海因里希·荷斯理（Heinrich Hössli）是最早表達這種觀點的人。德語作家卡爾·馬利亞·科本尼（Karl Maria Kertbeny）於1869年創造「同性戀」一詞，並匿名出版主張反對同性戀是犯罪的小冊子。「同性戀」到1880年代已廣泛流行起來。律師卡尔·亨利希·乌尔利克斯在1860年代和1870年代以自己的名義公開為同性戀（用他自己發明的術語「Urnings」）辯護。1867年，他嘗試在慕尼黑的德國法學家協會會議提出同性戀除罪化，但遭到叫停。烏爾利克斯認為同性戀是與生俱來，而「Urnings」算是種雌雄同體，從稀有的性發育變異而來，讓他們雖持有某個性別的肉體，但靈魂卻是另個性別。烏爾利克斯和荷斯理都覺得同性戀是固定的少數群體，能與像是猶太人的族群相提並論，因此應該受到法律保護。科本尼則質疑同性戀是與生俱來，而基於自由主義原則主張除罪化。
19世紀下半葉有對同性戀的科學研究。法國精神科醫生克勞德-弗朗索瓦·蜜雪（Claude-François Michéa）和德國醫生約翰·路德維希·卡斯珀（Johann Ludwig Casper）各自提出同性戀是異性戀發生身體差異所造成，這種所謂身體差異的確切性質成為醫學研究的熱門對象，也有許多精神科醫生相信同性戀是不良習慣或誘惑等環境因素的產物。奧地利精神科醫生理查德·冯·克拉夫特-埃宾認為同性戀在內的各種疾病都可歸咎於現代生活的墮落，他也是這理論最有影響力的擁護人。埃宾也是乌尔利克斯的朋友，在走向生命盡頭時，他總結同性戀不該被定罪，更不是一種疾病或退化。19世紀晚期，最有影響力的精神病學著作認為同性戀取向是種先天疾病，不同意將其定罪。與此同時，德國人普遍覺得同性戀是傳染病，這助長德國在兩戰期間反對同性戀解放的論點，並限制第一次同性戀運動的發展潛力。

## 德意志帝國有組織的激進主義
德意志帝國的同性戀運動數量很少，但有不少知名人士支持。男同性戀是特別廣泛的辯論主題，不僅涉及議會和政治討論，還囊括醫學和社會學研究。歷史學家愛德華·羅斯·迪金森（Edward Ross Dickinson）表示因受過良好教育的德國人對同性戀有著根深蒂固的偏見，所以同性戀運動非常激進，以至於挑戰第175條「可能會針對所有其他性禁忌」。同性戀圈子的規模和知名度到1900年不斷提高，這可能會在緩和公眾對同性戀的態度方面發揮作用。由於選舉權的發展、城市化、大眾媒體的增加和其他社會變革，同性戀運動是1900年左右在德國出現的眾多社會和政治運動之一。歷史學家羅伯特·畢奇（Robert Beachy）在《同性戀柏林》（Gay Berlin）一書中表示定罪同性戀、與其他歐洲國家比較相對寬鬆的審查制度以及受到精神病學影響等多種原因的結合，讓德國成為自19世紀中葉以來就能發展出同性戀認同感的地方，並最終催生第一次同性戀運動。

### 馬格努斯·赫希菲爾德與科學人道委員會

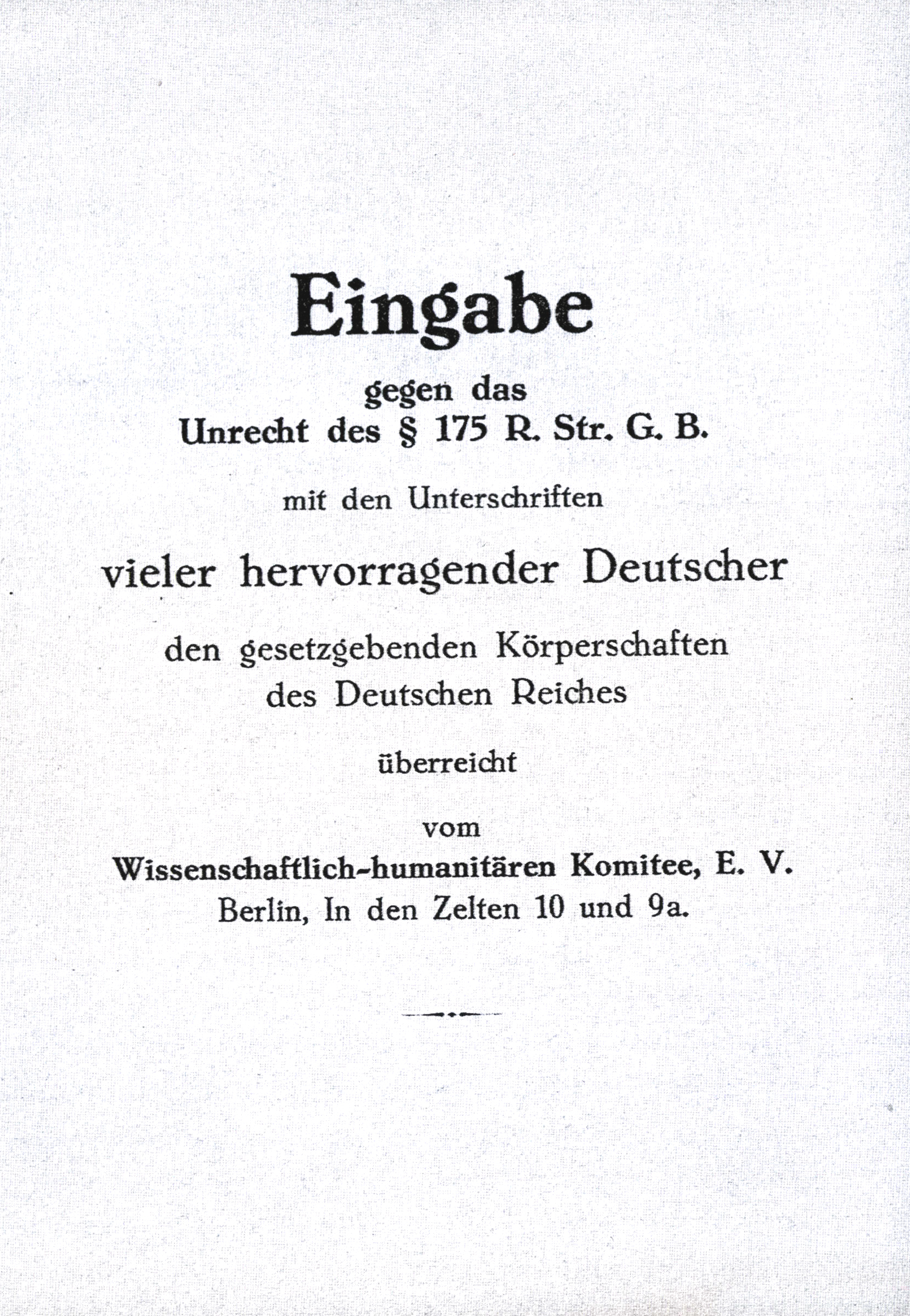
科學人道委員會反對第175條的請願書

德國猶太性學家馬格努斯·赫希菲爾德是20世紀初同性戀權益最重要的代言人，但他從未公開承認自己的同性戀身份。赫希菲爾德作為訓練有素的醫生，在他的同性戀病人自殺後開始投身活動，並希望科學能提高公眾對同性戀的容忍度，進而改革法律。他在1893年的小冊子論證性行為「既不能通過環境因素或暗示獲得，也不會通過治療或心理調節來去除」。赫希菲爾德一開始大量借鑒烏爾利克斯的觀點，之後他提出中間性理論，認為沒有真正的男人或女人，而是每個人都結合了男性或女性的特徵。
1897年，赫希菲爾德與馬克斯·施波爾（Max Spohr）、愛德華·歐伯格（Eduard Oberg）和弗朗茲·約瑟夫·馮·比洛（Franz Joseph von Bülow）共同成立世界首個同性戀組織科學人道委員會。創始人最初自己投入資金，後來有得到一些富有的捐贈者贊助。委員會希望拿到儘可能多的簽名，做成反對第175條的請願書於1898年呈給帝國議會，就長遠來看運用性學研究來提倡廢除第175條，並提高社會對同性戀的容忍度。科學人道委員會的請願書到1898年已有900多個簽名，但在國會幾乎沒有支持的聲音。1914年，請願書已拿到3000多名醫生、750名大學教授和數千名其他德國人的簽名，包括克拉夫特-埃賓、詩人萊納·瑪利亞·里爾克和重要的社會民主政治家。委員會的請願最終都沒取得成功。科學人道委員會認為同性戀是與生俱來，存在於所有的人類文化，並對比同性戀不合法的國家（例如法國）、古希臘同性戀的學術著作以及非西方文化的民族誌來支持論點。
1899年，科學人道委員會開始出版期刊《中間性類別年鑑》（Jahrbuch für sexuelle Zwischenstufen），並發行面向大眾讀者的小冊子，例如《第三性該知道些什麼呢？》（Was soll das Volk vom dritten Geschlecht wissen?）到1911年印刷了至少5萬份。這些小冊子都是免費派發，赫希菲爾德聲稱到1914年已散發10萬本。1911年，業餘民族誌學者费迪南德·卡尔施-哈克（Ferdinand Karsch-Haack）出版《原始民族的同性生活》（Das gleichgeschlechtliche Leben der Naturvölker），當中他收集非洲、亞洲、大洋洲和美洲知名的同性吸引和非常規性別例子來證明同性戀為固有和天生。
赫希菲爾德說服像保羅·奈克（Paul Näcke）和伊萬·布洛赫等精神科醫生，以介紹柏林的同性戀圈子情況來軟化他們對同性戀的看法。他還通過專家證人證言來確保受迫害的同性戀的判決是無罪釋放或減刑。1909年，他勸服柏林當局接納易服人士通行證，允許人們異裝而不害怕警察的騷擾和逮捕。赫希菲爾德更花大量時間為科學人道委員會籌資，並建立組織結構，包括德國其他城市的分局。委員會有女性成員，當中有些被認定為同性戀，並贊助對女同性戀的研究，但主要重點還是廢止第175條。

### 男性主義者

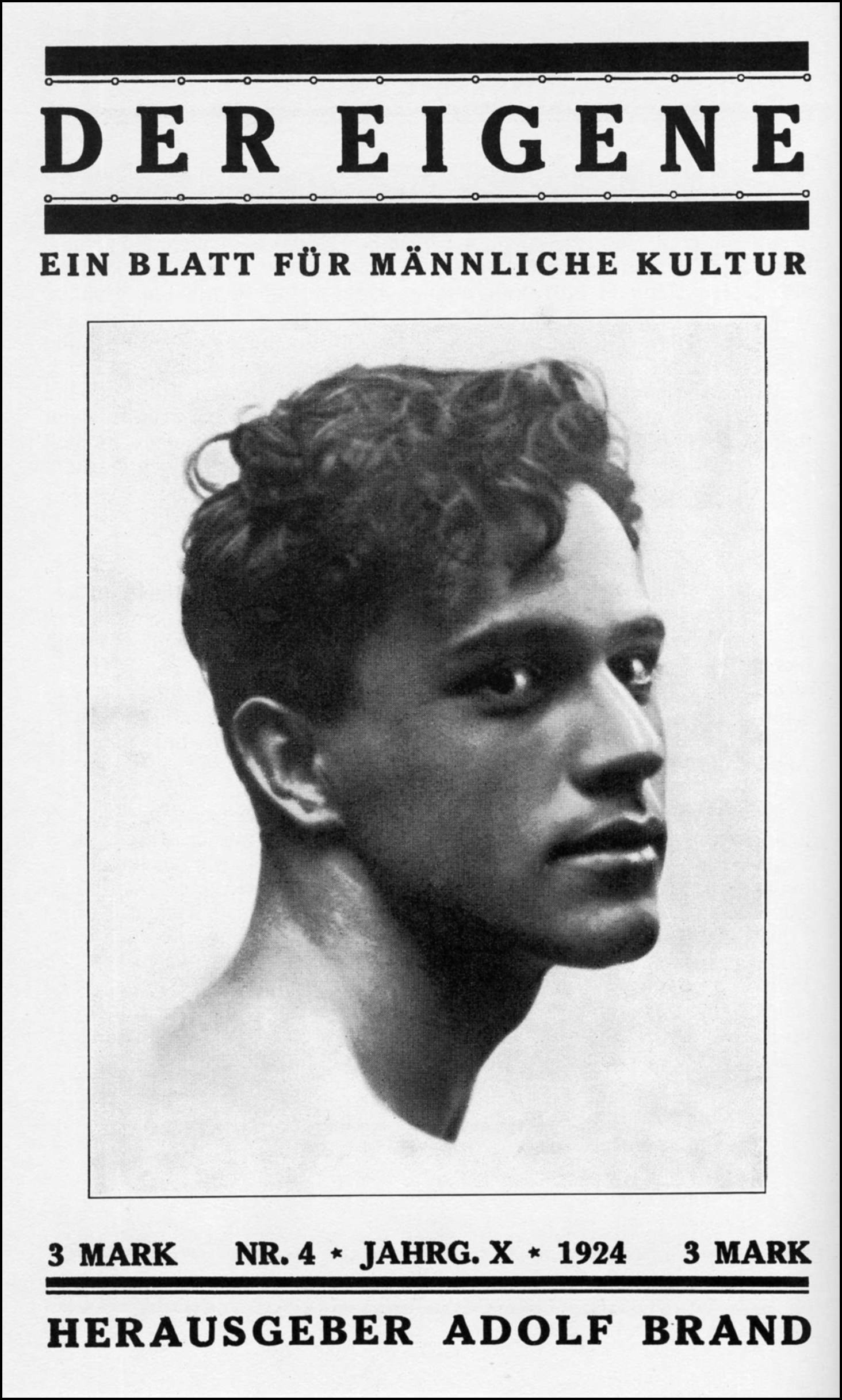
1924年的《唯一者》封面

科學人道委員會內外的主流積極分子從運動一開始就支持男同性戀屬於擁有男性身體和女性靈魂的第三性。異議聲音則來自取材古希臘少年愛的反對派系，並結合現代概念的尼采哲學、反現代主義、女性貶抑、反自由主義和在許多情況下的反猶太主義。他們相信男男戀的根源是文化而非生理，意味著每個男性都有潛在的同性戀傾向，並與異性戀相比能具有同等或更多的男性氣質。這些論點都難以被當代資產階級輿論所接受，所以男性主義者被邊緣化。雖然男性主義者和科學人道委員會之間存在對立意見，但兩個團體都在彼此報紙上刊登文章，並引用相同的經典人物當作靈感。許多男同性戀在兩種觀點中找到價值，或者混合兩者的想法。
1896年，21歲的阿道夫·布蘭迪（Adolf Brand）推出《唯一者》，這原本是份無政府傾向的文學期刊，兩年後重新創立，成為世界首份面向同性戀讀者的期刊，但財務和法律的阻礙讓其不定期出版。1903年，他創立文學組織自由精神社區，目的不是為了與科學人道委員會競爭。布蘭迪的出版物沒有影響力，發行量從未超過150份，當中常有赤裸青少年的特寫，並對知名人物提出指控。布蘭迪因同意科學人道委員會的目標是同性戀合法化而加入組織，但他越來越批判希菲爾德對第三性的看法，轉而支持「漂鳥」青年組織和「大眾」裸體協會。另一名男性主義者漢斯·布呂爾（Hans Blüher）以爭議理論聞名，他將所有男性關係與同性戀聯繫起來，並提倡像是男性联盟的全男性協會。
1906年，本篤·弗裏德倫德爾（Benedict Friedlander）讓科學人道委員會產生分裂，認為性向並非醫療或心理問題，反而覺得同性戀解放要許多拒絕傳統道德的出櫃同性戀和男雙性戀才能實現，而這些道德是基督教和女性所強加。布蘭迪曾在科學人道委員會提議大規模的自爆出櫃，但並未成功。弗裏德倫德爾活躍於同性戀權利抗爭時吸引很多科學人道委員會的捐贈者，但他於1908年去世後所提出的倡議分崩離析。

### 政治辯論
19世紀末，海因策法引起爭論，原因是其增加各種不檢點性行為的處罰。德國社會民主黨領袖奥古斯特·倍倍尔是最早支持科學人道委員會請願書的人，並在國會提到第175條，可能是為了展示法案的虛偽。倍倍尔表示同性戀非常普遍，如果每個違法者都被捕，德國的監獄將會人滿為患。法律只有硬套才能發揮作用，導致窮人和富人就算犯下相同行為，前者會坐牢，後者卻無罪釋放。倍倍尔和其他社會民主黨成員被馬克思主義記者愛德華·伯恩施坦的著作說服，當中他譴責對奧斯卡·王爾德的起訴。雖然恐同在德國勞工階級很普遍，有些德國社會民主黨政客也持續支持定罪，但社民黨還是反第175條運動最堅定的盟友。赫希菲爾德視國會在1895年和1905年兩度討論第175條為勝利，當時社民黨已採納他許多論題。
1906年末，馬克西米利安·哈登（Maximilian Harden）在《未來報》（Die Zukunft）發表數篇文章，其中他指責奧伊倫堡親王菲利普（Philipp, Prince of Eulenburg）和夥伴存在同性戀關係，並將這與奧伊倫堡主張減少對立的外交關係聯繫起來。庫諾·馮·毛奇（Kuno von Moltke）隨後控告哈登誹謗，訴訟案件持續兩年多。赫希菲爾德在毛奇審判案中作為專家證人作證，一開始聲稱他很可能是同性戀，但在重審時更改陳述。赫希菲爾德希望揭露一些著名的德國人確實是同性戀來證明第175條為不實。在另起案件中，布蘭迪因稱總理伯恩哈德·馮·比洛是同性戀而鋃鐺入獄。這件事對同性戀運動來說是場災難，許多德國輿論引導者逐漸相信此事損害德國的國際形象，並歸咎於同性戀。事件發生後，科學人道委員會的收入減少三分之二，成員也只剩一半 。
德國政府在事件發生時開始考慮改革刑法。國會委員會沒有廢除第175條，而是計劃增加對男性賣淫和濫用職權的處罰。1909年的刑法草案表明同性戀「對國家有危害，原因是（同性戀）適合對男性造成最嚴重的傷害，無論是性格還是公民生活，破壞家庭幸福，讓男青年墮落」。草案也提出要将女同性恋定位刑事犯罪，這甚至引起保守派的嘲笑，並引起女性活動的反對。雖然有少數支持的女性活動家認為提議能平等對待男女同性戀的法律地位，但大多數人排斥的原因還是以議案會讓許多出於經濟困難而同居的女性面臨誣告和訛詐。德國婦女組織聯合會通過決議，呼籲合法不傷害非同意方的性行為。1911年，科學人道委員會和母亲保障与性改革联盟反對改革，兩者的合夥關係持續到1933年。更多具鎮壓性的第175條版本持續引起爭論，直到第一次世界大戰才結束改革刑法的計劃。

## 第一次世界大戰
許多同性戀和其他德國人一樣在一戰爆發後自願參軍。1915年4月，科學人道委員會報告超過一半成員在軍隊服役。戰爭期間幾乎沒有組織性活動。雖然一些德國士兵被指控違反第175條，但軍方並無積極調查同性戀事件。1918年，德國輸掉戰爭，並簽署停戰協定，更引發德國革命。戰後，人們普遍認為同性戀協同社會主義者、猶太人、婦女等人給德國背後一刀讓其戰敗。同性戀活躍分子引用他們參戰來證明自己愛國、身為自由且平等公民的存在權力。

## 威瑪共和國

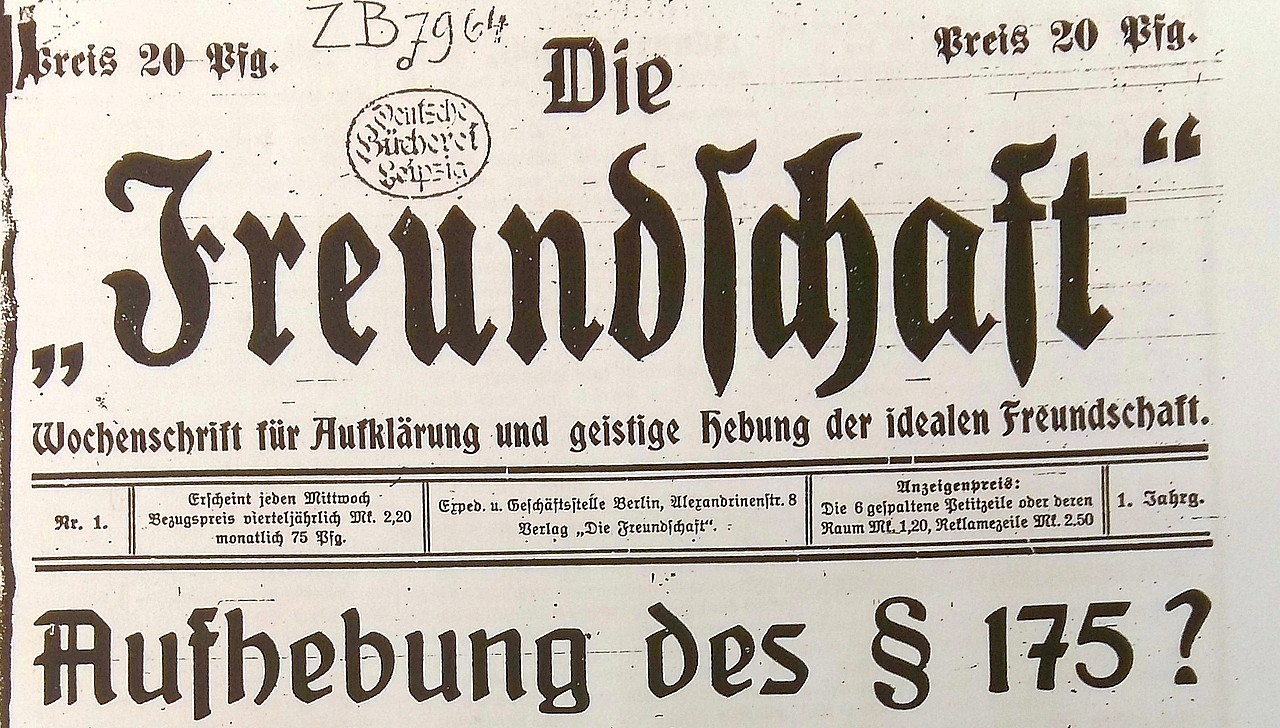
《友情》（Die Freundschaft）首期的標題，於1919年出版，呼籲廢除第175條

革命後，威瑪共和國建立世上最現代且最先進的憲法。傳統價值觀在革命性變革時期似乎失去對社會的控制。許多同性戀相信自己會因戰爭和革命而享有更大的自由，並對公共空間提出更大膽的主張。同性戀活動的言語互動從科學轉向人權和公民義務。《友情》雜誌在革命隔年發行，為首本在售貨亭向大眾銷售的同性戀出版物，旗下編輯馬克斯·丹尼爾森（Max Danielsen）宣稱：「對我們來說，解放時刻要不是現在，要不是就從未擁有……我們，被排斥、迫害和誤判，（但）會被同等尊重和平等的新世代所照亮」。

### 同性戀圈子

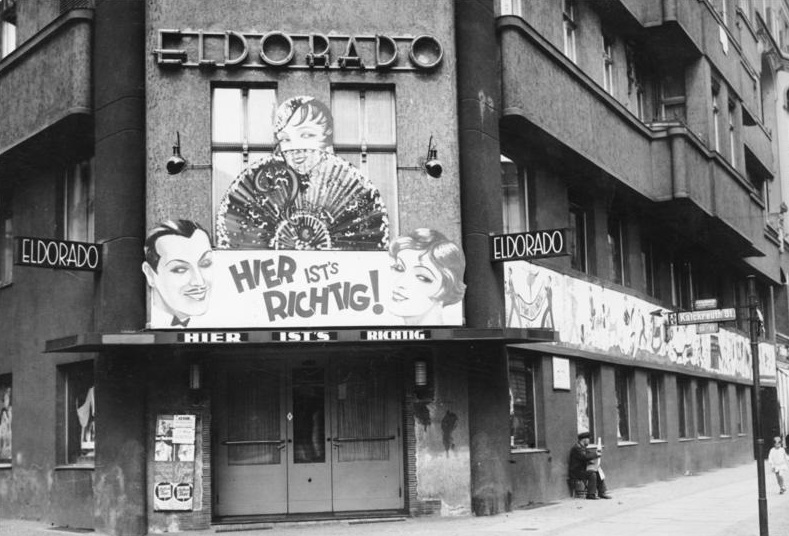
埃尔多拉多（Eldorado，攝於1932年）是德國最受歡迎的同志機構

德國的不同城市雖然在19世紀就已存在同性戀圈子，但到威瑪時期才提升知名度。19世紀中葉，同性戀都聚集在柏林的特定酒吧，並於1880年開設首家專門面向同性戀的場所。德國有些城市的男妓蠻引人注目，大多數都未超過25歲，但已超過法定年齡，而許多人進城務工，但缺乏其他經濟發展機遇。1929年大萧条的開始進一步惡化男性工人階級的前景，讓同性戀賣淫直線上升。年長同性戀召妓時會面臨被偷竊和勒索的風險。反對同性戀運動的人則認為男同志會坑害弱勢青年，用金錢誘使他們成為同性戀，支持保留第175條的聲音經常引用這一理論。
柏林到1923年有近百家男女同性戀場所，按階級和其他因素分開。雖然大多數場所相對比較平靜，但柏林的卻吸引了男同性戀、女同性戀和性別不一致的德國外省人，以及像克里斯多福·伊舍伍等國際性遊客。這些酒吧以舉辦精緻舞會聞名。汉堡、漢諾威、杜塞道夫和科隆等其他德國城市都在威瑪時期享有繁榮的同性戀圈子，但德國南部的天主教城市比較沒那麼適合發展，像慕尼黑警方關閉當局知道的所有同志場所、沒收同性戀出版物以及監視已知的同性戀聚會場所。威瑪時期著名的同性戀活動家理查德·林塞特（Richard Linsert）在慕尼黑一家同性戀常光顧的咖啡店關門後開展行動，而當局拒絕他於1921年註冊當地友誼協會的請求。同性戀活動來之不易的知名度是把雙面刃，原因是這讓警方更容易針對同性戀，尤其是德國的天主教地區。第175條沒有一直執行。女同性戀亞文化在威瑪共和國變得比以前更顯眼和更大。

### 協會

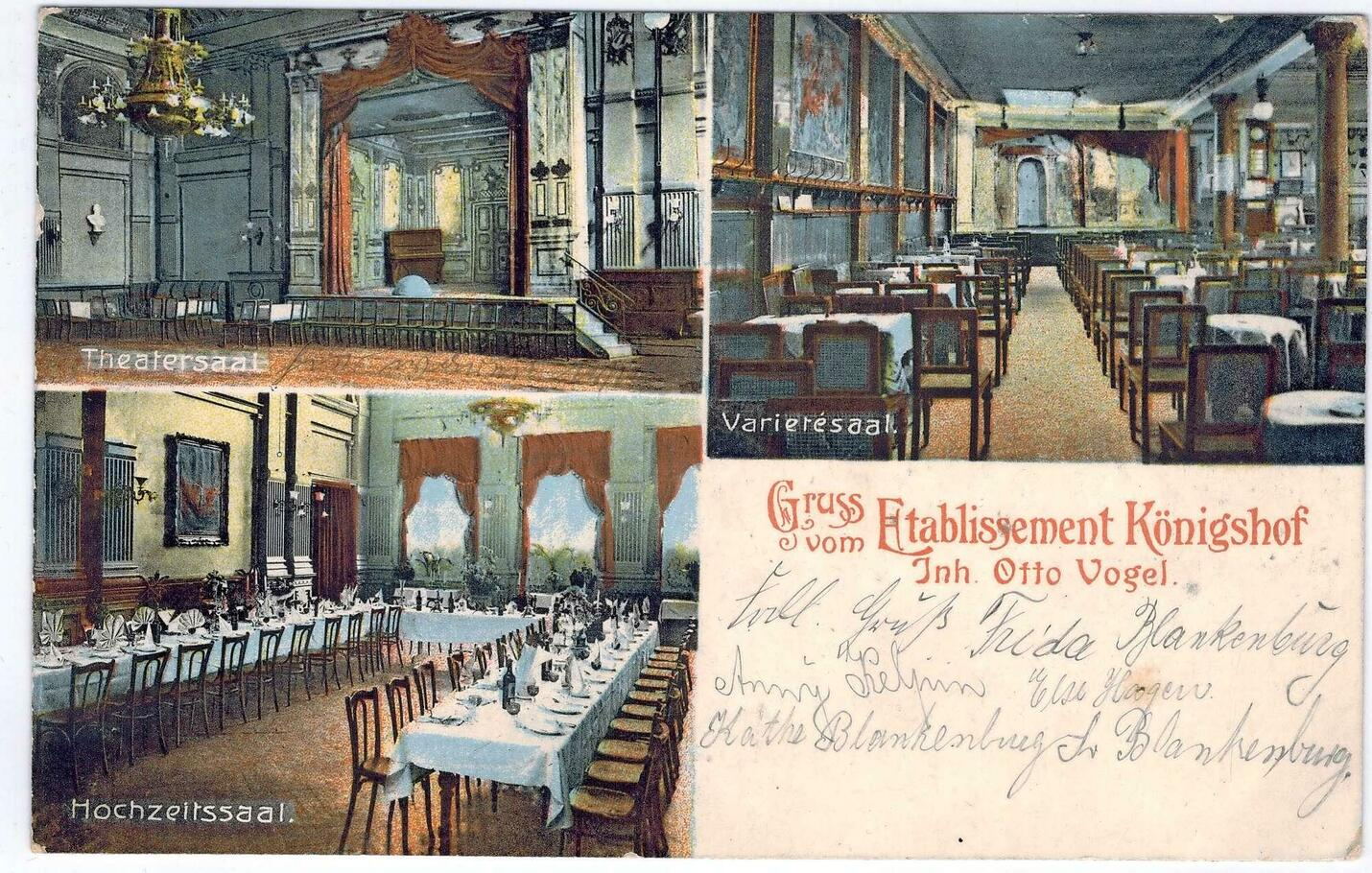
1900年左右的明信片，當中是柏林舍讷贝格布洛大街（Bülowstraße）37號的國家霍夫（Nationalhof）的內部景觀，為男同志和女同志協會的聚會場所

起初只是一群朋友組織在德國城市分享同性戀的情感，之後轉為更正式的協會。這種協會在19世紀很少見，但他們於威瑪時代的流行程度成指數增長。與科學人道委員會不同，他們的主要目的並非教育或政治，而是給予成員社交互動和社區意識。這些社團組織聚會、晚宴和派對，很快吸引成千上萬的德國人，到1920年代，每個德國城市都起碼有一個協會。1920年8月20日，其中幾個組織統一為「德國友誼協會」，而當時「友誼」是「同性戀」的常用委婉說法。1923年，柏林商人弗里德里希·拉德蘇維特（Friedrich Radszuweit）說服將團體重名為人權聯盟，拿下控制權，並建立集中型組織，會員人數從1922年的2000人增加到十年末的48000人左右。人權聯盟的成員主要是二三十歲的中產階級青年，也吸引到一些工人階級男性。拉德蘇維特還嘗試以拯救目的將同性戀劇團愛神劇院併入人權聯盟，但並未成功。
這些友誼協會和後來的人權聯盟是首個面向同性戀的群眾組織，運作方式為結合政治、娛樂和實際支持，與烏爾利克斯數十年前提出的「Urnings聯盟」非常相似。拉德蘇維特的領導被視為暴虐，並引起衝突。1925年，一些成員離開並重新成立德國友誼協會，雖然規模比人權聯盟小，但有助威瑪的同性戀出版物更多元化。雖然人權聯盟起源於草根，但依靠拉德蘇維特的媒體帝國發展壯大，但區域集團想因地制宜經營自己的事務，所以很難實行統一。部分受過良好教育的同志對拉德蘇維特較低俗的出版物兴味索然，為了留住他們，他於1925年刪去《人權篇章》（Blätter für Menschenrecht）的廣告，並免費送給人權聯盟的所有成員。拉德蘇維特收集姓名來送他們宣傳材料，並鼓勵人們把《人權篇章》留在有軌電車或其他公眾地方，以招募更多人加入運動。

#### 女同性戀與異裝者
1920年代后半期，德國多個城市和奧地利維也納都有婦女友誼協會（與人權聯盟和德國友誼協會相關）。雖然女性在友誼協會佔少數，但拉德蘇維特鼓勵她們參與，並曾於1920年代中旬成立單獨的女同性戀團體，以失敗告終後，1927年讓洛特·漢姆（Lotte Hahm）負責人權聯盟的女性部門。漢姆在柏林的維奧萊塔女士俱樂部（Damenklub Violetta）為成員提供戲劇表演、舞會、汽車巡遊、時裝秀和夜間巡航，並有個閱覽室和研討組。德國友誼協會和人權聯盟之外也有其他女同志組織，例如《BIF》雜誌和其相關團體。雖然女同性戀的政治組織不受歡迎，但社交俱樂部卻取得較大成功。文學學者賈寧·阿夫肯（Janin Afken）提出「女同志俱樂部及其會員制度是邁向有組織的女同性戀活動的第一步」，但除了俱樂部和面向女同性戀的出版物，威瑪共和國沒有女同性戀之間的集體政治運作。
威瑪共和國出現世上最早有關異性裝扮的組織和出版物。「異裝」一詞既包括喜歡穿著異性服裝的人，又包含那些想以異性身份生活的人，後者之後被稱為變性人和跨性別人士。擁有兩種生理性別的異裝者通常會加入女同志社會團體，但卻引起摩擦，尤其在男扮女裝的情況下。拉德蘇維特鼓勵這種組合，原因是想讓女性化男子遠離男同志小圈子。德國友誼協會和人權聯盟分別於1927和1930年成立專門的異裝者團體，並用盡全力吸引和留住成員。由於異裝被認為是「嚴重公共猥褻行為」，所以是違法，可能會遭到逮捕。

### 印刷媒體

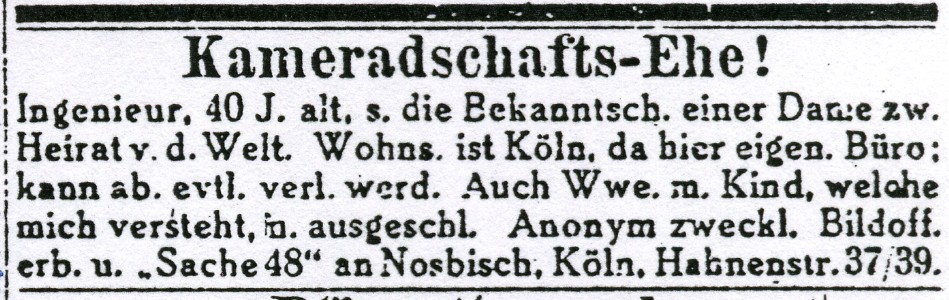
同性戀出版物的徵友廣告，上圖來自《友情》，被副競選者批評不道德宣傳

由於審查制度，德意志帝國不可能有針對同性戀讀者的大眾媒體，但通常允許出版科學出版物。德國革命廢除了審查制度，出版商利用機會出售大量有關性各方面的新媒體。第一本面向同性戀讀者的大眾出版物是週刊《友情》，首刷量為兩萬份，並渴望成為男女同志的「世界國會」，但缺乏商業頭腦的編輯讓其變成妄想，而徵友廣告使週刊於1923和1924年被禁。1920年代末，德國出版超過20種受眾於男同性戀、女同性戀和性別不一致讀者的出版物。
這些把握新商機的人有包含拉德蘇維特，他建立迎合同性戀讀者的出版社。與之前的非營利組織不同，拉德蘇維特像企業一樣來運營出版社，可見追求利益跟維護同性戀權利是相容並包。拉德蘇維特即想賺錢，也想促成同性戀平等，所以賣給儘可能多的人，而出版物以通俗易懂的語言和裸體年輕男性的淫穢圖片來吸引讀者。拉德蘇維特在雜誌結合娛樂和政治，並用其來推廣人權聯盟和相關活動，並建議讀者光顧同性戀的公司來助長粉色资本主义。雖然有人批評拉德蘇維特的出版物本身低俗，但他堅持只有接觸到大量受眾，才能實現合法化。拉德蘇維特意識到德國同性戀不同內容的偏好和利用多種出版物的市場劃分來增加發行量。1926年，他所有書的總發行量為5,140,000份，而訂閱雜誌的人不只來自德國，有些遠至巴西。
有人在威瑪年代首次嘗試匯編同性戀文學經典，尋找自稱是同性戀的歷史人物。寬鬆的審查讓女同性戀廉價小說呈爆炸式增長，有30部小說和首本女同志指南供德語讀者閱讀。最著名的女同性戀文學作品是話劇《昨日与今日》（Gestern und heute），之後改編成1931年電影《穿制服的女孩》（Mädchen in Uniform）。

#### 審查制度
極右派乃至泛民主的溫和派都有政客主張審查制度，他們相信年輕人接觸錯誤的媒介會變得濫交或同性戀傾向，而不想建立異性戀家庭關係。在一場毀滅性的戰爭後，人們對性化媒體產生道德恐慌，認為這是對德意志民族的威脅。審查擁護者優先針對同性戀出版物，他們覺得這些作品會將青少年變成同性戀，而審查制度是依賴這些出版物存在和發展的同性戀運動的主要威脅。雖然保守派擔心書或雜誌會突然改變一個人的性取向，但女同志稱閱讀是發現自己性取向的過程。對於害怕出櫃、生活在德國寬容度較低的地區或沒錢參與亞文化其他方面的同性戀，雜誌成為他們與志同道合的人唯一的聯繫，並培養社群意識和認同感。
1921年，《友情》因違反第184條的反淫穢塑像而受審。法院判定被告有罪，上訴到最高法院後維持原判。儘管如此，此裁決仍被視為同性戀出版物的勝利，因為與戰前相比，法院可限制被當作淫穢的內容已經大大擴展了言論自由。法院的決策禁止廣義的色情材料，像是有討論兩名男性親吻的文章被視為淫穢。為了適應這一決定，同性戀出版物嘗試在徵友廣告等欄目避免放置任何色情內容。赫希菲爾德是德國極少數認為同性戀是完全與生俱來的性學家，並為許多審查制度審判為辯方作證。1920年代初，布蘭迪還需面臨有關他出版物的訴訟，尤其是當中的徵友廣告。
1926年，德國國會通過垃圾和淫穢作品法，此法針對被認為不道德和具有毫無價值審美的出版物，受到影響的將不能公開展示或出售給未成年人。幾乎所有1927至1933年間公開出售的同性戀出版物都一度出現在受限名單中。同性戀出版物的編輯面對資訊要做出艱難的決定，要不是用不同名義出版，等待禁令結束，要不是在失去廣告收入的情況下繼續賣給訂閱者。拉德蘇維特實施自我審查，讓自己的出版物脫離限制清單，而《友情》為了避免審查，於1927年後只預約銷售。拉德蘇維特宣傳出版物時嘗試不走質量路線，原因是無法說服負責執行審查法的人。針對同性戀出版物的部分動機是為了扼殺同性戀運動，沒有這些作品就沒有這場運動。監管機構承認沒有道德活動家反對的內容，這些期刊無利可图。

### 體面
歷史學家瑪蒂·萊貝克（Marti Lybeck）表示德國友誼協會和人權聯盟「都以整合為主，而不是為了自身的性解放」，並界定自己為反對放蕩的夜店文化，而他們的出版物，像是政治和文學作品都提倡遵從資產階級規範的一夫一妻制，以及追求外表與廣大社會沒分別的陽剛之氣。女性化的男性在協會不受歡迎，原因是他們被視為對運動的政治目標有害，而男妓則被完全排除在外。同性戀出版物譴責女性氣質和賣淫。在政治的背景下，無論是赫希菲爾德（假設男同志擁有女性的某些特徵），還是男性主義者的同性戀樣板都不夠好，因為女人氣和少年愛都遭到社會譴責。許多同性戀雜誌到1920年代都接納同性戀是與生俱來，而男同志不能沒男子氣概。
威瑪年代常引用一戰期間有許多男同志和異裝男性服兵役，而拉德蘇維特以此批評威瑪防衛軍遣散同性戀士兵。拉德蘇維特在社論提倡體面政治，但用來增加銷量的年輕人色情圖片削弱了他的得體形象，而讀者可將這些圖片想像成自己的生活。歷史學家哈維爾·桑佩爾·馮德雷爾（Javier Samper Vendrell）表示「這個立場或許重實效，但還是個有缺陷、墨守成規和壓制言論的權利要求」。
異裝組織中最有代表性的群體為自稱異性戀的男扮女裝人士，而同性戀易裝人士被異裝和同性戀協會邊緣化。變裝男妓和罪犯看作對易裝人士體面的威脅，所以他們被禁止，並被異裝媒體描述成「人渣」。女同志和異装人士協會促進出版物的威望，敦促其他人在公共場合保持低調，並將娼妓踢出協會。工產階級女同志常常聚集在不同空間，對體面比較傾向於沒興趣，反而更支持德國共產黨。易裝男妓和其他被排斥的群體可能無法欣然接受體面政治，而他們在歷史紀錄幾乎沒留下任何痕跡。

### 電影
1919年，赫希菲爾德與理查德·奥斯瓦尔德（Richard Oswald）合作首部有關同性戀的德國電影《与众不同》（Different from the Others），由、（Reinhold Schünzel）和安妮塔·柏柏尔（Anita Berber）主演，講述成功的小提琴家受到勒索後自殺。影片名利雙收，引起廣泛討論。部分觀眾認為小提琴家是對女性化且軟弱的同性戀抱有負面成見，他與年輕學生的曖昧關係也激起對同性戀吸引力的恐懼。電影的放映會遭到道德活動家、國家主義者和「自由軍團」打斷。電影審查於1920年恢復原狀，《与众不同》佔部分原因，同時也遭到禁播。

### 政治行動主義
同性戀運動是性改革家和女性主義者廣泛聯盟的產物，並普遍得到社會民主黨和共產黨的資助，並支持基於理性而非宗教的性取向。聯盟遭到中央黨、保守的婦女運動、新教道德活動家和德國國家人民黨右翼保守派的反對，他們支持異性戀婚姻對「不道德」的專有作用，當中不僅包括同性戀解放，還有性別平等、妓女、婚外性行為、色情媒體、節育和墮胎。

#### 不同策略

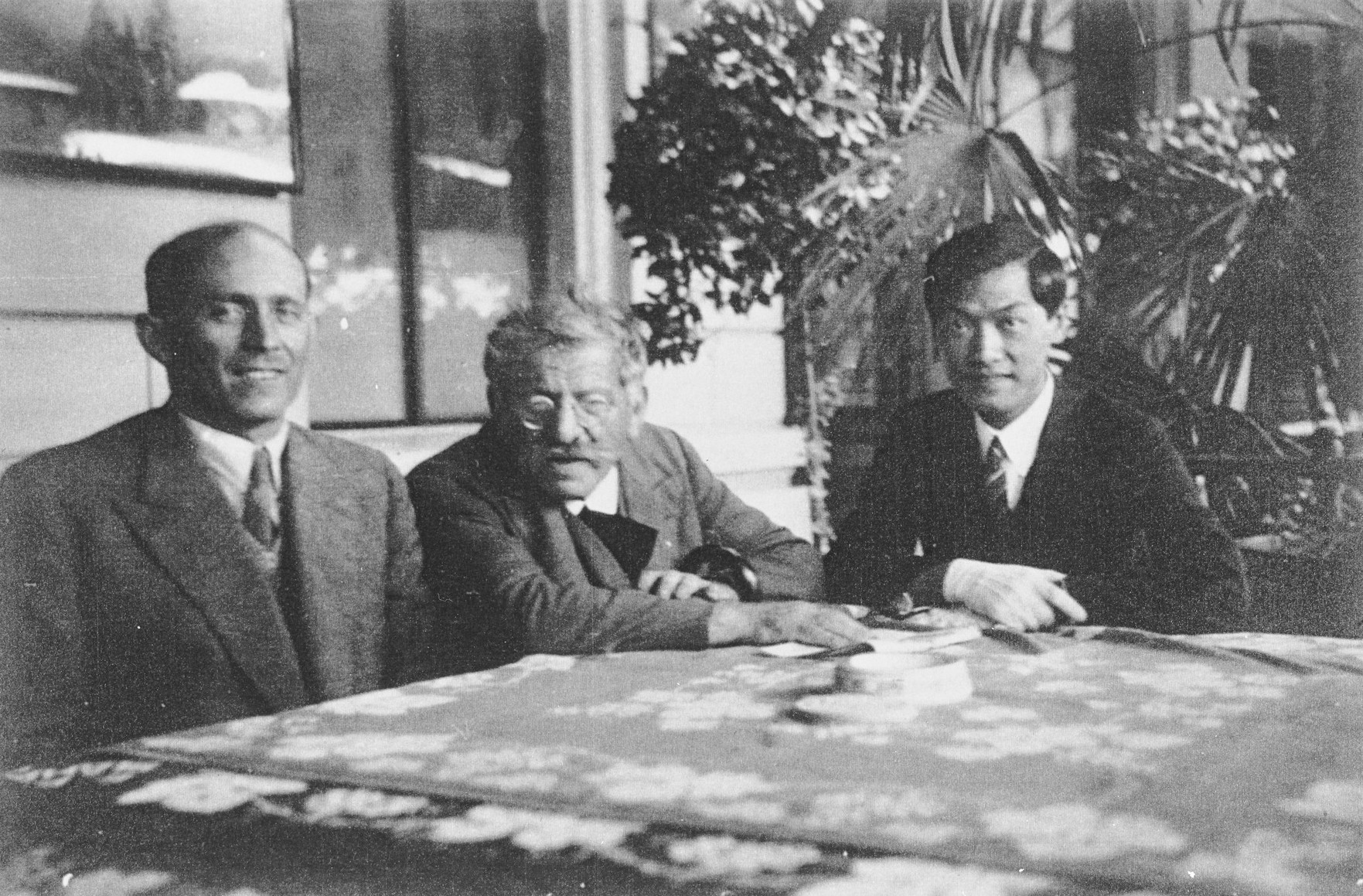
馬格努斯·赫希菲爾德（中間）與合作人伯納德·夏皮羅（דוב שפירא，左）和李兆佟（Li Shiu Tong，右），攝於1930年左右

1919年7月1日，赫希菲爾德開設性科學研究所，為首個致力於性研究的機構，面向政治家、醫學專業人士和知識分子等德國知名人士。保守派譴責研究所是他們不喜歡威瑪共和國一切的代表。性科學研究所參與了首次變性手術，赫希菲爾德稱研究所為「革命的孩子」，希望通過科學研究和公眾教育來說服威瑪政客改變對同性戀的立場。1920年代末，由於反猶太主義和同性戀會傳染的競爭理論，赫希菲爾德越來越遭到排擠。
赫希菲爾德的合作人寇特·希利爾（Kurt Hiller）質疑專注在研究和教育的策略。希利爾主張建立一個以民族小黨為藍本的同性戀政黨，估計如果同性戀佔德國人口的百分之一並全部投票，他們可根據新的比例代表制系統來選出幾名國會議員。拉德蘇維特也曾考慮成立同性戀黨派，但最終還是決定反對這個點子。希利爾更支持大規模的同性戀自我批評，但赫希菲爾德覺得不可能。希利爾在科學人道委員會擁有越來越大的權力，於1929年接任領導職務，並強調人權高於科學。他從新康德主義角度表示國家沒有理由禁止自我表現，「除非個人的活動與另一個人，或者可能跟整個社會的的利益相衝突」。與赫希菲爾德不同，希利爾直接比較同性戀和猶太人，認為前者的情況更慘。
1923年後，人權聯盟與科學人道委員會越來越疏遠，拉德蘇維特也曾批評赫希菲爾德的間性戀理論。人權聯盟鼓勵成員向朋友、家人或同事出櫃，來提高公眾對同性戀的接受度。人權聯盟正式支持社會民主黨，但歡迎任何政治聯繫的同性戀。雖然該聯盟大多數成員支持社會民主黨或共產黨（與前者一樣承諾廢除第175條），但其他人，但中上層階級支持右翼政黨。人權聯盟還代表成員進行遊說，向資深議員、部長、法官甚至總統保罗·冯·兴登堡派送資訊手冊，並於1924年發送超過20萬份。布蘭迪的自由精神社區在一戰後依然存在，但男性主義者越來越邊緣化，他們不相信德國革命的價值觀，而反女權主義的態度和拒絕與其他呼籲性改革的團體結盟，讓他們無法融入其他人之中。由於赫希菲爾德、拉德蘇維特和其他人將同性戀和少年愛混為一談，所以稱男性主義者是個累贅。

#### 第175條改革
德國革命後，許多同性戀活動家預計第175條很快被廢除。科學人道委員會起初在運動中尋求團結，並於1920年以「消除第175條行動委員會」的名義與德國友誼協會和自由精神社區合作，但這些努力最終還是落空。赫希菲爾德和希利爾後來將這場運動的失敗部分歸咎於同性戀不太團結一致，以及沒有成功政治組織所需的其他特性。科學人道委員會在廢除第175條的請願書上持續徵求著名德國人的簽名，僅在1921年就增加了6000人。總統弗里德里希·艾伯特保證會支持廢除這項工作。古斯塔夫·拉德布鲁赫曾於1921至1922年和1923年兩度擔任社會民主黨的司法部部長，他想以「現代犯罪學思想的精神」改寫刑法，並提出沒有第175條的新刑法。經濟問題和第一次世界大戰的賠款阻礙了改革。
運動內部的分歧也妨礙了廢除計劃，例如科學人道委員會和人權聯盟就同意年齡和男妓的問題上沒有達成共識。科學人道委員會認為最低合法性交年齡應為16歲，與異性戀伴侶相同，赫希菲爾德還反對規定男性賣淫為犯罪行為，而主張處理其經濟成因。女性賣淫於1927年合法化，人們擔心打擊男性賣淫會讓警方突襲同性戀酒吧和聚會場所。科學人道委員會與其他性改革者合作制定新的刑法草案，主要由希利爾撰寫，並於1927年發表，修改了有關墮胎、強姦、引誘、亂倫和猥褻兒童的條款。只有共產黨完全支持這一提議。雖然布蘭迪和自由精神社區不同意希利爾的提案，但傾向廢除同意年齡，而人權聯盟持相反意見，反對男性賣淫並支持同意年齡提高至18歲。拉德蘇維特認可恐同觀念，即青少年可能會被引誘為同性戀，來期望安撫保守派。
左翼在1928年德國國會選舉取得勝利，開啟了另一個廢除第175條的機會，但聯盟內部在這個議題上存有矛盾心理。威廉·卡爾（Wilhelm Kahl，德國人民黨）提出折衷的立場，當中自願的同性戀性行為將會合法化，但提升最低合法性交年齡，增加與年輕男子發生性行為或賣淫的懲罰。法律語言將會作更改，來移除第175條具有限制性的舉證責任。根據擬定的法律，如果伴侶小於21歲，男性可能會因相互手淫或甚至接吻而被判入獄。1929年10月16日，國會刑法委員會以15張支持票對13張反對票通過了廢除第175條的議案。增加刑事措施的第297條在次日通過，僅遭到共產黨的反對。卡爾妥協立場的支持者希望此法案能夠結束同性戀的公眾知名度，正如拉德蘇維特明確承諾的那樣，而他的雜誌也慶祝了這一結果，但這會惡化許多人權聯盟成員的處境。歷史學家羅利·瑪荷斐（Laurie Marhoefer）認為改革「首先是為了鎮壓誘惑和賣淫」。希利爾和林塞特等科學人道委員會成員反對讓步。提議的法律改革最後還是遭到放棄，而第175條在1933年納粹接管前沒有任何改變。

## 衰落與後續
同性戀運動在1929年後逐漸衰弱。雖然德國革命後的情況一開始蠻樂觀，但非刑事化的主要目標並無實現，而失敗加劇了內訌。人權聯盟的成員受到經濟大蕭條的重創，失去了熱情，而改革的資金也因經濟匱乏而走到窮途末路。年底，赫希菲爾德在失去林塞特和希利爾（他認為利用科學進行改革的策略是條死胡同）的支持後，辭去長達30年的科學人道委員會領導層職務。由於赫希菲爾德的方法從未被證明為成功，所以遭受最多批評，但拉德蘇維特在說服利害關係人或全體德國社會同性戀不會對青年構成威脅的方面同樣無效。

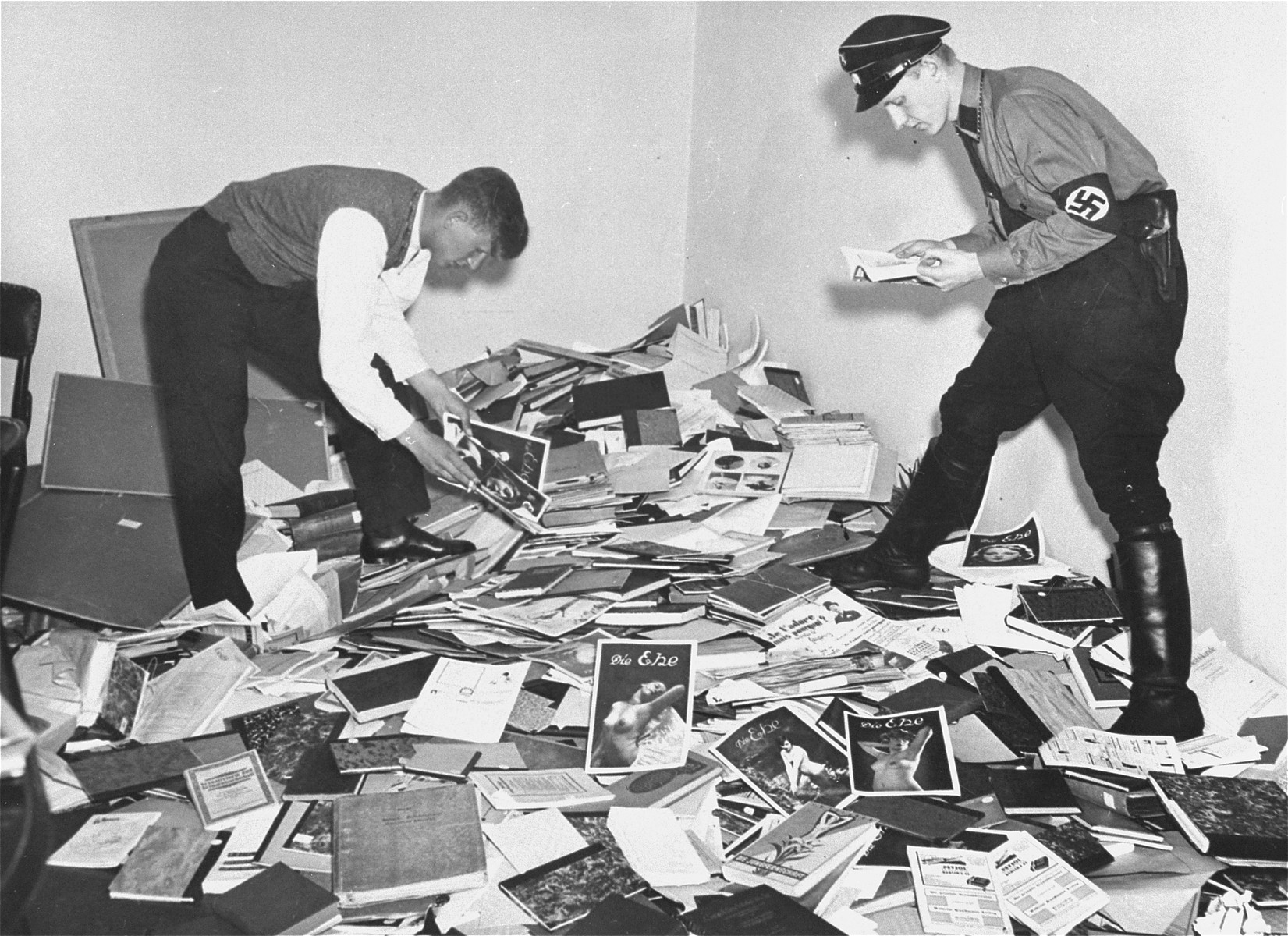
1933年5月6日，性研究所遭到突襲

保守派和極右勢力的復興，以及威瑪民主的衰落失去法律和社會變革的機會。赫希菲爾德和拉德蘇維特到1930年都覺得不再可能廢除第175條，於是前者將精力集中在國外巡迴講座。1932年，總理解散普魯士政府，開啟了對柏林同性戀夜生活的鎮壓，包括警察突襲和拒絕為同性戀活動發放許可證。1930年代初，部分同性戀活躍份子都明白納粹主義是種生存威脅。雖然拉德蘇維特批評納粹的反同立場，但表示它與猶太人才是主要爭端。
納粹於1933年3月奪取政權不久後，第一次同性戀運動的酒吧、俱樂部、協會和出版物的基礎設施慘遭關門。帝國在上個月下令關閉所有同性戀場所，並沒收所有出版物。布蘭迪一開始很高興拉德蘇維特和赫希菲爾德的組織受到破壞，但後來令他懊惱的是，警察搜查他家五次，偷走所有照片、六千期雜誌和許多書籍。赫希菲爾德的公司也遭到類似的突襲。納粹接管期間，赫希菲爾德在國外為世界性改革联盟進行巡迴講座。同年5月6日，協同德國學生突襲性研究所，場地圖書館的書籍於五日後在歌劇院廣場公開焚毀。世界性改革联盟和性研究所的辦公室都被摧毀。
科學人道委員會於6月8日投票解散。許多同性戀組織嘗試銷毀成員名單和其他資訊，讓納粹針對批評政府人士，而活躍份子達成協議，為保護前成員而對他們的活動保持沈默。天主教和新教教會讚揚納粹的反同制裁。有五萬名男性在十二年間因第175條被判有罪，數千人被關進納粹集中營。納粹德國對同性戀的迫害被認為是歷史上對同性戀最嚴重的迫害。

## 影響
二戰後，復甦納粹前同性戀權益運動的嘗試並未成功。許多威瑪時期的活躍份子已不在人世，促進德國LGBT權益的重任落在年輕男女身上。第一次同性戀運動，尤其是赫希菲爾德，的確影響了後來的LGBT權力運動。為了對抗1911年引入的反同法，荷蘭科學人道委員會以德國科學人道委員會為雛形成立。第一次同性戀運動創造基於生物學的同性戀概念，並發展出後來活動家採用的手法，例如主張受人尊敬的公民身份。之後的活躍份子不得不處在類似的困境，像是對公共空間的權力保持妥協。1945年後，LGBT權益運動採用人權話語、同性戀為少數群體的觀念，以及恐同形成的歧視類比為種族主義，並沿用至今。事實證明，這種模式能讓LGBT權益更好地取得認可。
威瑪共和國一直讓LGBT人士趨之若鶩，原因是其讓男同性戀、女同性戀和易服人士短暫享受前所未有的自由。然而，許多人將威瑪時代視為性放縱時期並不完全準確。雖然有理論認為納粹主義上台是抨擊比較有性自由的德國威瑪時代，但瑪荷斐認為納粹的興起與性政治不太有關。瑪荷斐表示第一次同性戀運動的成就在於「更符合相對狹隘的激進主義傳統，畏避對公共空間的激烈主張，另外也拒絕能囊括更多人的廣泛性自由形式」。隨著德國在21世紀越來越接受LGBT人士，為自己國家在第一次同性戀運動所扮演角色感到自豪的德國人有所增加。第一次同性戀解放運動紀念碑自2013年由LGBT團體提出，並於2017年9月在柏林莫阿比特施普雷河旁的馬格努斯·赫希菲爾德河岸落成。

## 文獻
- Afken, Janin. . . transcript Verlag. 2021: 97–110. ISBN 978-3-8394-5332-2.
- Beachy, Robert. . The Journal of Modern History. 2010, 82 (4): 801–838. doi:10.1086/656077.
- Bruns, Claudia. . German History. 2005, 23 (3): 306–320. doi:10.1191/0266355405gh342oa.
- Crouthamel, Jason. . Gender & History. 2011, 23 (1): 111–129. doi:10.1111/j.1468-0424.2010.01626.x.
- Dickinson, Edward Ross. . Cambridge University Press. 2014. ISBN 978-1-107-04071-7.
- Geissler, Christopher. . German Studies Review. 2019, 42 (2): 239–258. ISSN 2164-8646. doi:10.1353/gsr.2019.0043.
- Lill, Anna Katharina.  ["It is always good and right to want to be the way one is by nature!": Concepts of masculinity and strategies of emancipation in the journals of the friendship associations of the Weimar Republic].  [Unauthorized equality: homosexuality and male-male desire in cultural history and cultural comparison]. transcript Verlag. 2021: 233–263. ISBN 978-3-8394-5356-8.
- Lybeck, Marti. . . Berghahn Books. 2012: 156–168. ISBN 978-0-85745-374-7.
- Mancini, Elena. . Palgrave Macmillan. 2010. ISBN 978-0-230-10426-6.
- Marhoefer, Laurie. . University of Toronto Press. 2015. ISBN 978-1-4426-1957-9.
- Marhoefer, Laurie. . Gender & History. 2019, 31 (1): 91–114. doi:10.1111/1468-0424.12411.
- Pretzel, Andreas. . . Berghahn Books. 2012: 202–215. ISBN 978-0-85745-374-7.
- Ramsey, Glenn. . Journal of the History of Sexuality. 2008, 17 (1): 85–109. ISSN 1043-4070. JSTOR 30114370. PMID 19260158. doi:10.1353/sex.2008.0009.
- Samper Vendrell, Javier. . University of Toronto Press. 2020. ISBN 978-1-4875-2503-3.
- Senelick, Laurence. . Theatre Survey. 2008, 49 (1): 5–35. doi:10.1017/S0040557408000021.
- Sutton, Katie. . German Studies Review. 2012, 35 (2): 335–354. ISSN 0149-7952. JSTOR 23269669.
- Tobin, Robert Deam. . University of Pennsylvania Press. 2015. ISBN 978-0-8122-4742-8.
- Whisnant, Clayton J. . Columbia University Press. 2016. ISBN 978-1-939594-10-5.
- Zinn, Alexander.  ["They are enemies of the state": The Nazi persecution of homosexuals 1933–1945] (PDF). Bulletin des Fritz Bauer Instituts. 2020: 6–13  [2022-06-07]. ISSN 1868-4211. （原始内容 (PDF)存档于2022-06-12）.